# Marie-Ange Wirtz
Marie-Ange Wirtz (sinh ngày 7 tháng 3 năm 1963) là một vận động viên chạy nước rút Seychelles. Bà đã thi đấu ở nội dung 100 mét nữ tại Thế vận hội Mùa hè 1984.